# 1812 dans les chemins de fer
chronologie des chemins de fer
1811 dans les chemins de fer - 1812 - 1813 dans les chemins de fer

## Évènements
- Construction de la Salamanca, première locomotive à vapeur exploitée commercialement avec succès. C'est aussi la première locomotive motorisée par deux cylindres.

### Juin
- 24 juin : en Angleterre, la première ligne de chemin de fer autorisée publiquement, le Middleton Railway (1758), devient la première à passer de la traction hippomobile à la traction par machine à vapeur. La locomotive Salamanca construite par l'Anglais Matthew Murray et exploitée par John Blenkinsop fonctionne avec une crémaillère, en raison de sa trop faible adhérence due à la légèreté recherchée par le concepteur pour faire face à la fragilité des voies de l'époque. Quatre autres locomotives de ce type furent construites.

### Juillet
- 6 juillet : en Écosse, la Ligne de Kilmarnock et Troon (en) devient la première compagnie de chemin de fer publique. Elle commence avec une ligne de 16 km de 4 pieds d'écartement (1 219 mm). Elle permettait le transport du charbon de Kilmarnock au port de Troon, par des wagons tirés par des chevaux. L'ingénieur était William Jessop[1].

### Août
- 12 août : en Angleterre, le Middleton Railway, qui desservait des mines de charbon à Leeds devient la première compagnie de chemin de fer à exploiter avec succès une locomotive à vapeur en service régulier : la Salamanca[2].